# Ivan De Vadder
Ivan De Vadder (Ukkel, 9 augustus 1964) is een Belgisch politiek journalist.

## Biografie
De Vadder studeerde Germaanse talen en filosofie aan de Katholieke Universiteit Leuven. In 1987 ging hij aan de slag op de verkeersredactie bij de toenmalige BRT. Hij werkte er samen met onder andere Jan Schoukens en Dany Verstraeten. In 1990 stapte hij over naar het Radio 1-cultuurprogramma Eenhoorn, waar hij er de wetenschappelijke rubriek verzorgde.

## Televisie
Na het journalistenexamen van 1991 kwam hij in dienst bij de nieuwsdienst van de televisie, eerst als algemeen verslaggever, vanaf 1994 als journalist in de Wetstraat. In 1995 werd hij presentator van De zevende dag en dat bleef hij tot in 2003, met verschillende vrouwelijke co-presentatoren en met Siegfried Bracke. De laatste jaren is hij een van de vaste gezichten in de verkiezingsprogramma's van de VRT, samen met Martine Tanghe, Goedele Devroy en Phara de Aguirre. Hij was ook copresentator van Kathleen Cools in De keien van de Wetstraat op Canvas.
Na zijn eerste periode als presentator van De zevende dag was Ivan De Vadder politiek commentator bij Het Journaal. In het najaar van 2010 ruilde hij Het Journaal in voor de vernieuwde versie van De zevende dag.
De Vadder is in 2012 een van de moderatoren van het politiek programma Niet tevreden stem terug over de lokale verkiezingen dat jaar.
Op 29 juni 2014 stopte De Vadder met De zevende dag. Hij blijft bij de VRT als politiek verslaggever.
Halfweg 2014 werd bij De Vadder darmkanker in een vroeg stadium vastgesteld. Door de behandeling daarvan was hij een tijdlang niet op het scherm te zien.
Eind 2014 was hij te zien bij een jaaroverzicht voor in de Stadsschouwburg van Sint-Niklaas. De voorstelling is gebaseerd op een boek dat hij samen met cartoonist Karl Meersman schreef: De parabel van het ezelsoor. In 2015 kwam hierop een vervolg met Het Waterloo van links, dat eveneens zowel een boek als theatervoorstelling werd.
In 2015 presenteerde hij op Canvas Keien van de wetstraat (zonder het lidwoord van de eerdere reeks), waarin per aflevering een politicus en een (andere) deskundige het beleid van de politicus bespreken. Vanaf 2016 presenteert hij op vrijdag De Afspraak, waarin hij de politieke actualiteit van de week bespreekt met zijn gasten.

## Publicaties
- Ivan De Vadder: Het DNA van de macht: Belevenissen van een Wetstraatjournalist,  Uitgeverij Van Halewyck, 2007. ISBN 9789056178154.
- Ivan De Vadder: Het koekoeksjong: Het begin van het einde van België, Uitgeverij Van Halewyck , 2008. ISBN 9789056178550. (Over Bart De Wever)
- Ivan De Vadder: Pleidooi voor een eerlijke politiek, Borgerhoff & Lamberigts, 2010. ISBN 9789089311160. (Een analyse maakt van het gekelderde vertrouwen van Vlaamse kiezers in de politiek en concrete oplossingen voorstelt.[13])
- Ivan De Vadder, Karl Meersman: De parabel van het ezelsoor: Eigenzinnig jaaroverzicht 2014, Uitgeverij Vrijdag, 2014. ISBN 9789460012976.
- Ivan De Vadder, Karl Meersman: Het Waterloo van links, Uitgeverij Vrijdag, 2015. ISBN 9789460013928.
- Ivan De Vader, Jan Callebout: Het DNA van Vlaanderen, Uitgeverij Vrijdag, 2020. ISBN 9789460017636
- Ivan De Vader: Wanhoop in de Wetstraat, Ertsberg, 2022. ISBN 9789464369595

## Trivia
- De Vadder werd een tijd vermeld in het dagelijkse Eén-programma Man bijt hond toen mammie (Tania Van der Sanden) in de rubriek Vaneigens haar De Vadder I-fanclub oprichtte en becommentarieerde.
- De Vadder nam in 2004 deel aan het tweede seizoen van de Slimste Mens ter Wereld. Hij werd derde in de finale-aflevering. In 2010-2011 nam hij deel aan de Allerslimste Mens ter Wereld. Toen moest hij de quiz na drie deelnames verlaten.